# Standard Motor Company
Standard Motor Company Limited — производитель автомобилей и двигателей, основанный в 1903 в Ковентри, Англия, Реджинальдом Вальтером Модсли. Также Standard марка выпускаемых компанией автомобилей.
Соединившись с компанией Triumph в 1945 официально изменила своё название в сентябре 1959 года на Standard-Triumph International. Новая дочерняя компания получила название The Standard Motor Company Limited и взяла на себя производство продуктов группы. В течение многих лет компания производила тракторы Ferguson, оснащенные двигателем Vanguard.
Название Standard в последний раз использовалось в Великобритании в 1963 году, а в Индии — в 1988 году.

## История

### Первая Мировая война
Во время Первой мировой войны компания выпустила более 1000 самолетов

### 1919—1939
В 1929 году Джон Пол Блэк (позже сэр Джон Блэк), содиректор автомобильной компании Hillman, принял назначение в Standard в качестве содиректора.

### Послевоенное время

#### Слияние сTriumph
Большее значение имела покупка 1945 года, организованная сэром Джоном Блэком за 75 000 фунтов стерлингов, компании «Triumph Motor». Triumph стала дочерней компанией Standard, названная Triumph Motor Company (1945) Limited.

#### Производство тракторовFerguson
В декабре 1945 года компания Standard Motor Company Limited объявила о том, что заключила соглашение о производстве тракторов г-на Гарри Фергюсона. Эти тракторы предназначены для восточного полушария, а тракторы Ferguson, построенные Фордом в Америке для Западного полушария.
Это соглашение рассматривалось Джоном Блэком прежде всего как средство увеличения прибыли для финансирования развития нового автомобиля.
Все активы трактора были проданы Massey Ferguson в 1959 году.

#### Standard-Triumph International
В сентябре 1959 года Standard Motor Company была переименована в Standard-Triumph International Limited. Новая дочерняя компания получила название The Standard Motor Company Limited и взяла на себя производство продуктов группы.

### Слияние сLeyland Motors. Закрытие Standard. Дальнейшее развитие
Компания Standard-Triumph в конце концов была куплена в 1960 году компанией Leyland Motors Ltd, которая заплатила 20 миллионов фунтов стерлингов. Последний Standard, Ensign Deluxe, был выпущен в Великобритании в мае 1963 года, когда модели Vanguard были заменены моделью Triumph 2000. Triumph продолжал выпускаться.
В 1968 году, после слияния Leyland Motor Corporation (LMC) с British Motor Holdings (BMH) компания стала называться British Leyland Motor Corporation (позже BL). Марка Standard была закрыта 17 августа 1970 года, когда внезапное объявление гласило, что впредь Компания должна была быть известна как Triumph Motor Company. С тех пор название Standard не использовалось в Европе, а дочерняя компания Triumph или Rover Triumph BL использовала бывшие инженерные и производственные мощности компании Standard в Канли в Ковентри, пока завод не был закрыт в 1980 году.

## Standard Motor Products of India
Компания была основана в 1949 году и действовала до 1988 года. Была известна также как Union Motors.
Являлась индийским автомобильным производителем в Ченнаи, который выпускал автомобили марки Standard и легкие коммерческие автомобили в сотрудничестве со Standard-Triumph International.
Standard Motor Products of India Ltd (SMPIL) изготовила Triumph Herald под маркой «Standard Herald» и с базовым двигателем мощностью 948 куб.см. в 1960-е годы.